# Oskar Schunck
Die Oskar Schunck GmbH & Co. KG ist ein internationaler Versicherungsmakler aus Deutschland mit Hauptsitz in München. Das Unternehmen ist spezialisiert auf die Branchen Logistik und Industrie und befand sich seit seiner Gründung im Jahr 1919 bis 2020 im Familienbesitz. Im September 2020 übernahm die Ecclesia Gruppe die Mehrheit der Anteile an Schunck zum 1. Januar 2021 vom bisherigen Alleingesellschafter Albert K.O. Schunck.
Europaweit firmiert das Unternehmen als Schunck Group. Neben der Konzernzentrale gibt es in Deutschland elf Niederlassungen. Zur Gruppe gehören auch Tochtergesellschaften in Frankreich, Österreich, Spanien und Ungarn. Schunck beschäftigt weltweit rund 300 Mitarbeiter.
Firmenmitgründer Karl Oskar Schunck gilt als Initiator der Allgemeinen Deutschen Spediteurbedingungen, auf deren Grundlage die Branche noch heute arbeitet. Auch der Speditions-, Logistik- und Lagerversicherungsschein geht auf die Schunck Group zurück und ist ein eingetragenes Markenzeichen des Unternehmens. Die Schunck Group ist darüber hinaus Initiator der Logistik-AGB.
Die Schunck Group ist Mitglied im Verband Deutscher Versicherungsmakler.

## Unternehmensgeschichte

### Die Anfänge
Am 19. Juni 1919 gründete der Versicherungskaufmann Oskar Schunck gemeinsam mit seinem Sohn Karl O. Schunck in Berlin das Oskar Schunck Assekuranz und Havariekommissariat. 1923 wurden erste Filialen in Königsberg, Leipzig, München und Stuttgart eröffnet. Nur ein Jahr später, 1924, nahmen in Berlin die Deutsche Allgemeine Versicherungs-AG und die Deutsche Transport-Assekuranz AG ihren Dienst auf. Oskar Schunck und Karl O. Schunck besetzten die Vorstandsposten.
1936 starb Firmengründer Oskar Schunck. Aus der Aktiengesellschaft wurde eine Kommanditgesellschaft.

### Vorkriegsjahre und der Zweite Weltkrieg
Nach dem Tod seines Vaters führte Karl O. Schunck das Unternehmen ab 1937 als persönlich haftender Gesellschafter weiter und expandierte europaweit. In Wien, London, Paris und Bukarest wurden Filialen eröffnet. Außerdem nahmen Tochter- und Beteiligungsfirmen in den Niederlanden, Spanien, Ungarn und in der Tschechoslowakei ihren Dienst auf.
Dann lähmte der Zweite Weltkrieg die Geschäftstätigkeiten. Nach dem Kriegsende 1945 begann der Wiederaufbau der Organisation in West-Berlin. Ein Jahr später wurde das Schunckhaus in München wieder eröffnet.

### Weiterentwicklung ab 1947 bis 1969
1949 wurde das Schunckhaus in München zur Hauptniederlassung des Unternehmens erklärt. Im gleichen Jahr eröffnete eine Niederlassung in Hamburg. In den Folgejahren kamen weitere Geschäftsstellen in Deutschland und Europa dazu, unter anderem in Bielefeld (1950), Frankfurt am Main (1951), Düsseldorf (1952), Stuttgart (1954), Hannover (1964), Bremen (1965) und Triest (1967).
Am 10. August 1969 starb Karl O. Schunck. Nachfolger wurde Horst O. A. Schunck als persönlich haftender Gesellschafter in dritter Generation.

### Entwicklung ab 1970 bis 1999
Neue Zweigstellen eröffneten in Freiburg im Breisgau (1972), Kassel (1977) und Leipzig (1992). 1989 wurden weitere Tochtergesellschaften im Ausland gegründet – und zwar in Frankreich, Österreich und Spanien. 1994 kam eine Niederlassung in Prag dazu, 1998 eröffnete eine Niederlassung in Polen.
1994 tritt Albert K.O. Schunck in das Unternehmen ein und übernimmt die Verantwortung für den IT-Bereich.
Im August 1997 veröffentlichte Schunck den ersten Entwurf des Speditions-, Logistik- und Lagerversicherungsschein (SLVS) im Internet. 1999 wurde die Schunck-Zentrale in München reorganisiert. Horst O.A. Schunck übertrug dabei einige seiner Verantwortungsbereiche auf Mitglieder der Geschäftsführung.

### Entwicklungen und Umstrukturierungen ab 2000
Am 28. November 2000 erfolgte die Gründung des Versorgungswerkes Transport, Spedition & Logistik Deutschland e.V. mit der Oskar Schunck AG & Co. KG als betreuendem Versicherungsmakler. Dabei handelt es sich um eine gemeinschaftliche Einrichtung vom Deutschen Speditions- und Logistikverband und den Mitgliedern vom Bundesverband der Möbelspedition und Logistik (AMÖ) e.V., dem Bundesverband Wirtschaft, Verkehr und Logistik (BWVL) e.V. sowie dem Verband der Schiffsmakler.
2001 nahm die claimSECUR GmbH als Unternehmen der Schunck Group ihre Geschäftstätigkeit auf. Sie beschäftigt sich mit dem Schadensmanagement des Verkehrsgewerbes, des Handels und der Industrie.
Im November 2003 wirkte die Oskar Schunck KG an der Gründung eines weiteren Versorgungswerkes, dem Gesundheitsvorsorgewerk für Speditionen (GSL), mit. Es richtet sich an die Beschäftigten des Verkehrsgewerbes und bietet Ergänzungsprodukte zur gesetzlichen Krankenversicherung an.
Im Sommer 2004 begann der Umstrukturierungsprozess der Oskar Schunck KG in eine AG & Co. KG. Horst O.A. Schunck gab den Vorsitz der Geschäftsführung ab. Im Juli 2005 war die Umstrukturierung abgeschlossen. Die Gesellschafterversammlung der Oskar Schunck KG beschloss mit Wirkung zum 1. Januar 2006 die Umwandlung in die Oskar Schunck Aktiengesellschaft & Co. KG. Am 18. Januar 2006 fand die erste Hauptversammlung der Aktiengesellschaft statt. Dabei wurde Horst O. A. Schunck zum Vorsitzenden des Aufsichtsrates gewählt und Albert K.O. Schunck zu seinem Stellvertreter ernannt.
Im März 2006 wurden die Logistik-AGB, die von der Oskar Schunck AG & Co. KG initiiert wurden, dem Markt vorgestellt. An der Ausarbeitung waren der Deutsche Speditions- und Logistikverband, Speditionsunternehmen, Produzenten und die verladende Wirtschaft beteiligt.
Im Dezember 2014 änderte die Oskar Schunck AG & Co. KG erneut die Rechtsform und firmiert seither als GmbH & Co. KG mit Albert K.O. Schunck als Geschäftsführer.
2017 wurde die ATRALOsecur GmbH gegründet. Die Kernkompetenz der ATRALOsecur GmbH liegt in der Platzierung von Risiken und der Entwicklung individueller und zeitgemäßer Versicherungslösungen für Kunden in der Logistik-Industrie als Mehrfachagent der Versicherungsgesellschaften. Die ATRALOsecur GmbH bietet nationale und internationale Versicherungslösungen zu komplexen Sachverhalten mit eigener Zeichnungsbefugnis an und verbindet dies mit einer reibungslosen, qualitativ hochwertigen Schadenbearbeitung.
Die Gesellschaft hat für die besonderen Verhältnisse während der Coronapandemie eine spezielle Versicherungsklausel entwickelt. Versicherungsnehmer erfüllen ihre versicherungsrechtlichen Obliegenheiten, wenn sie unter bestimmten Voraussetzungen und Waren auf eine schriftliche Bestätigung verzichten und stattdessen die Übergabe der Ware mit anderen Beweismitteln nachweisen können.
ATRALOsecur hat weltweit die erste Allgefahrendeckung für den SARS-Cov2 Impfstoff - Die Impfstoffpolice - („Versichert bis zur Spritze“) entwickelt.

### Personal- und Generationswechsel
Im Januar 2008 beschloss der Schunck-Aufsichtsrat, sich von Vorstandschef Stephan Zilkens zu trennen. Im April 2008 trat Michael Brauch die Nachfolge an. Zum 1. April 2010 wurde der alleinige Vorstand des Unternehmens an Gerhard Müller übertragen.
Am 17. Januar 2012 wurde der Aufsichtsratsvorsitzende Horst O. A. Schunck 80 Jahre alt. Im März 2012 gab er den Vorsitz an seinen Sohn Albert K.O. Schunck, zuvor stellvertretender Vorsitzender des Aufsichtsrates, ab.
Am 10. Oktober 2014 wechselte der bisherige Aufsichtsratsvorsitzende Albert K.O. Schunck nach der Trennung von Gerhard Müller in den Vorstand und übernahm als Gesellschafter und Familienmitglied die operative Verantwortung für die SCHUNCK GROUP. Seit Dezember 2014 firmiert die SCHUNCK GROUP in der Rechtsform GmbH & Co. KG. mit Albert K.O. Schunck als Geschäftsführer.
Zum 1. Januar 2017 sind als weitere Geschäftsführer Peter Kollatz und Klaus Rückel, zum 1. Juli 2017 Thomas Wicke bestellt worden. Zum 1. Dezember 2020 ist als weiterer Geschäftsführer Herr Richard Renner berufen worden.
Seit dem Ableben seines Vaters am 15. September 2016 übernahm Albert K.O. Schunck sämtliche Gesellschaftsanteile und prägt als geschäftsführender Gesellschafter die Zukunft des Unternehmens. Nach Übernahme der Mehrheitsanteile durch die Ecclesia Gruppe führte Herr Schunck weiterhin die Geschäfte. Am 31. Mai 2021 verstarb Albert K.O. Schunck unerwartet.

## Geschäftstätigkeit
Die Schunck Group vermittelt als unabhängiger internationaler Makler Versicherungen und Risikomanagement in den Bereichen Verkehrshaftung und Warentransport und bietet Produkte in den Bereichen Betriebs-, Umwelt und Produktionshaftpflicht sowie Forderungsausfall und Factoring an. Dazu kommen Speziallösungen für einzelne Segmente der Industrie, wie Cyber- / IT- / Kunstversicherungen.
Die Geschäftstätigkeit unterteilt sich in die Bereiche Verkehr und Logistik, Industrie sowie Vorsorgemanagement und weitere Kompetenzcenter. Zielgruppe sind vor allem mittelständische Unternehmen.

## Kooperationen
Gemeinsam mit dem Deutschen Speditions- und Logistikverband (DSLV) bietet die Schunck Group seit 2010 für die Mitglieder des Verbandes eine kostenlose Versicherungsberatung an.

## Publikationen
Die Schunck Group ist Herausgeber der „Textsammlung Verkehrshaftung“, einer Übersicht über die wichtigsten gesetzlichen Bestimmungen, Geschäftsbedingungen und Versicherungsbedingungen für Spediteure und Frachtführer im nationalen und internationalen Warenverkehr. Im Frühjahr 2012 erschien die 15. Auflage.

## Sponsoring
Die Schunck Group ist gemeinsam mit der Fachzeitschrift VerkehrsRundschau Initiator des Wissenswettbewerbs „Best Azubi“ für angehende Speditions- und Logistikkaufleute. Von 2009 bis 2011 unterstützte die Schunck Group den Wissenschaftspreis der Bundesvereinigung für Logistik. Im Jahr 2019 initiiert die SCHUNCK GROUP zusammen mit der Verkehrsrundschau und der Firma Contargo den Wissenswettbewerb LOGISTIK MASTERS Wettbewerb für Logistikstudenten.